# اتحاد الجامعات العربية
اتحاد الجامعات العربية مؤسسة عربية مستقلة مقرها في مدينة عمان في الأردن. تأسست بمبادرة من الإدارة الثقافية في جامعة الدول العربية التي رعت عقد ندوتين الأولى لعدد من المعنيين بالتعليم العالي في الوطن العربي. عقدت الأولى في بنغازي عام 1961 والثانية في بيروت عام 1964 للبحث في مشكلات التعليم العالي في الوطن العربي، وتقنيين أطر التعاون بين الجامعات العربية. وتم الاتفاق على إنشاء اتحاد للجامعات العربية وإقرار صيغة لمشروع مقترح للنظام الأساسي، الذي تم إقراره من قبل مجلس جامعة الدول العربية بالقرار رقم 2056 في دورته الثانية والأربعين المنعقدة في 30 سيبتيمبر 1964. تلاه إنشاء الأمانة العامة المؤقتة للاتحاد عام 1965.
في ايلول عام 1969 عقد أول اجتماع للمؤتمر العام للاتحاد بالاسكندرية بمشاركة 23 جامعة عربية مؤسسة وتحولت الأمانة العامة المؤقتة إلى أمانة عامة دائمة للاتحاد، وانتخب مرسي أحمد وزير التعليم العالي في جمهورية مصر العربية ورئيس جامعة القاهرة الأسبق أول أمين عام للاتحاد.

## الدول التي توجد بها جامعات أعضاء في اتحاد الجامعات العربية
- الأردن
- الإمارات العربية المتحدة
- البحرين
- تونس
- الجزائر
- السعودية
- سوريا
- الصومال
- العراق
- عُمان
- فلسطين
- قطر
- الكويت
- لبنان
- ليبيا
- مصر
- موريتانيا
- المغرب
- اليمن